# Pedeli
Pedeli (łot. Pedele, hist. niem. Peddel) – rzeka w Estonii i na Łotwie o długości 31 km i powierzchni dorzecza 229 km². Wypływa z jeziora Kadastiku w Estonii, przepływa przez Valgę i Valkę, następnie płynie po terytorium Łotwy, po czym wraca do Estonii i uchodzi do Väike Emajõgi, której jest najdłuższym dopływem.